# Дурман индийский
Дурма́н инди́йский (лат. Datúra métel) — вид травянистых растений рода Дурман (Datura) семейства Паслёновые (Solanaceae).

## Название
Название «индийский» это растение получило по месту наиболее широкого распространения. Издавна в Индии дурман считается священным и лечебным растением, он именовался «цветком Шивы» (согласно «Вамана-пуране», он вырос из груди Шивы).

### Синонимы
- Datura alba Nees
- Datura chlorantha Hook.
- Datura fastuosa L.
- Datura innoxia L.
- Datura metel var. fastuosa (L.)Saff.

## Ареал
В природе дурман индийский произрастает на обширной территории Азии от Каспия до Китая. В диком виде его можно встретить в Средней Азии и на Кавказе. Широко известен как декоративное растение.

## Ботаническое описание

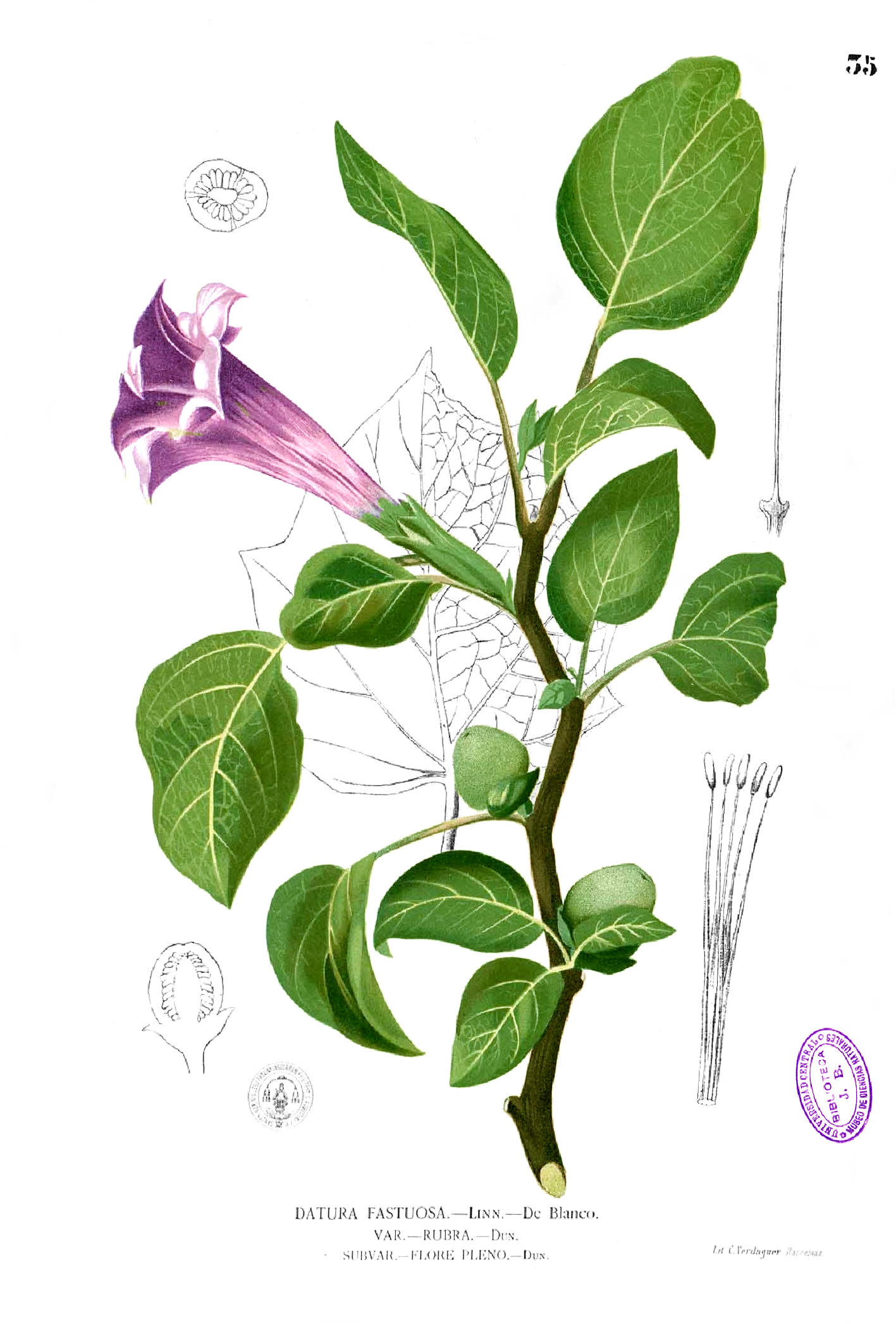

Дурман индийский — однолетнее травянистое растение.
Стебель разветвлённый, высотой 60—120 см.
Листья крупные, очерёдные, длинночерешковые, широкояйцевидные, пластинка асимметричная, край цельный или слегка волнистый.
Цветки белые или светло-сиреневые, одиночные, крупные, длиной до 20 см. У сортовых форм они могут быть не только белыми, но и пурпурными, фиолетовыми и жёлтыми.
Плод — буроватая или серовато-зелёная шаровидная коробочка длиной 3—6 см, с тонкими игловидными шипами. В основании плода располагается отогнутая чашечка. Семена ярко-жёлтые.
Всё растение ядовито.

## Химический состав
В листьях дурмана индийского содержатся главным образом алкалоид скополамин, а также гиосциамин и атропин.

## Применение

### Лекарственное применение
Применяется в медицине. Главный алкалоид растения — скополамин оказывает успокаивающее и угнетающее двигательную активность действие, в связи с чем препараты дурмана индийского применяют при лечении некоторых нервно-психических заболеваний, для лечения паркинсонизма и при мышечных гиперкинезах. Используется как анестетик и антисептик, применяется при различных проблемах кожи, ревматической и иной местной боли. Дурман обладает противоспастическими свойствами (спазмолитик) и считался хорошим природным средством для лечения астмы. В виде масляных препаратов из семян при местном применении оказывает успокаивающее действие, способствует крепкому сну.
В аюрведической медицине лекарственные препараты на основе дурмана используются для лечения многих заболеваний и недугов: головной боли, эпидемического паротита, ветряной оспы, фурункулов, ран, которые не заживают, болей всех типов, ревматизма, нервных расстройств, спазмов, эпилепсии, психических расстройств, сифилиса и других венерических заболеваний, астмы.
В народной медицине применяется в виде отваров, мазей для заживления порезов и мозолей ног, в пластырях от язв и прыщей.

### Ритуальное применение
В Тибете и Монголии дурман индийский используется в качестве благовония для проведения ритуалов, направленных на преобразование нищеты в богатство, улучшение благосостояния, и других ритуалов, связанных с материальными благами.
На территории от Мозамбика до Трансвааля дурман индийский используется как галлюциногенный ритуальный препарат для посвящения девочек в женщин. Во время ритуального посвящения звучит ритмичная игра на барабанах и выносится напиток, который находится в церемониальной морской ракушке. Ритуальный напиток приготавливается как чай, то есть листья дурмана индийского завариваются в кипячёной воде.
В штате Уттар-Прадеш (Северная Индия) общеизвестным является тот факт, что дурман индийский употребляется для достижения эффекта опьянения. Курение дурмана считается приятным и не опасным для здоровья, в то время как употребление растения в пищу или в виде чая является опасным для здоровья и жизни человека. Именно по этой причине употребление дурмана в такой форме встречается очень редко. Шаманы и йоги курят семена или листья травы дурман вместе с коноплёй.